# Norman Morton
Norman Morton (* 22. Mai 1925 in Barnsley; † 15. Januar 1977 ebenda) war ein englischer Fußballspieler.

## Karriere
Morton war als Jugendlicher für die nördlich von Barnsley gelegene Woolley Colliery fußballerisch aktiv und als Amateur beim AFC Sunderland registriert, trat für Sunderland aber nicht in Erscheinung. Im Mai 1945 spielte er für Leeds United in einer Partie der Football League Northern Section, einem kriegsbedingt ausgetragenen Ersatzwettbewerb, und erzielte bei der 1:6-Auswärtsniederlage beim FC Chesterfield den Ehrentreffer seiner Mannschaft.
In der Folge unterzeichnete Morton einen Profivertrag und spielte für den Klub mehrfach in Spielen der Reservemannschaft in der Central League. Zu seinem einzigen Pflichtspieleinsatz für die erste Mannschaft von Leeds kam Norton am 27. Dezember 1947 in einem Zweitligaspiel bei Luton Town. Morton leistete zu dieser Zeit seine Militärdienst bei der British Army als Physical Training Instructor ab und befand sich auf Weihnachtsurlaub. Anstelle des Stamm-Mittelstürmers Albert Wakefield, der sich einen Tag zuvor bei der 0:2-Heimspielniederlage gegen Luton verletzt hatte, aufgeboten, erlebte er erneut eine 1:6-Niederlage seiner Mannschaft und blieb ohne eigenen Treffer.
Ob er mit dem Anfang der 1950er Jahre für Ossett Town und Stocksbridge Works in der Yorkshire League aktiven Stürmer identisch ist, lässt sich mit der bestehenden Quellenlage nicht beantworten.